# موسیقی نرد
موسیقی نرد یا موسیقی خره (به انگلیسی: Nerd music) (یا موسیقی گیک) دسته کلی از موسیقی است که ژانرهای موسیقی که از فرهنگ خره رشد کرده می‌باشد است؛ که سبک‌های مختلف و وجه مشترک دارند.

## نرد-فولک
نرد فولک (همچنین نرد فولک، گیک-فولک یا دورک-فولک) یک ژانر موسیقی مشتق شده‌ از موسیقی فیلک می‌باشد که با آهنگ‌های اصلی طنز با موضوعات گیکی اجرا و در سبک فولک اجرا می‌شود.